# 大叶毛茛
大叶毛茛（学名：Ranunculus grandifolius）为毛茛科毛茛属下的一个种。

## 扩展阅读
- 維基物種上的相關：大叶毛茛